# 蒂尔米奇
蒂尔米奇是奥地利施蒂利亚州莱布尼茨县的一个市镇。总面积14.99平方公里，总人口3086人，人口密度205.9人/平方公里（2005年），2015年總人口數為3200。